# 5167 Джохармс
5167 Джохармс (5167 Joeharms) — астероїд головного поясу, відкритий 11 квітня 1985 року.
Тіссеранів параметр щодо Юпітера — 3,304.